# Crad
Crad war ein englisches Volumen- und Raummaß für Holz.
- 1 Crad ≈ 1,4 Kubikmeter